# Elbs-persulfaatoxidatie
De elbs-persulfaatoxidatie, vernoemd naar de Duitse chemicus Karl Elbs (1858-1933), is een organische reactie van fenolen met basisch  kaliumpersulfaat waarbij 1,4-difenolen gevormd worden.
Van deze reactie zijn verschillende reviews gepubliceerd.

## Reactiemechanisme
Het reactiemechanisme voor deze oxidatie geeft een verklaring voor de 1,4-oriëntatie van het reactieproduct. Na deprotonering van het fenol (pKz = 9,89) komt de lading van het ion, naast het zuurstofatoom, op de 2- en de 4-positie in de benzeenring terecht. De sterische hindering op de 2-positie heeft tot gevolg dat reactie met het persulfaat-ion vanaf de 4-positie zal gebeuren. Het intermediaire sulfaat (3) hydrolyseert vervolgens tot het vrije 1,4-difenol.
Derivaten van catechol (benzeen-1,2-diol) ontstaan alleen als de 4-positie door een substituent bezet is.
De reactie heeft het nadeel dat hij slechts een lage opbrengst heeft waarbij veel organisch uitgangsmateriaal wordt teruggewonnen en het volledig verbruik van het persulfaat. Een mogelijk verklaring hiervoor is het idee dat fenol als katalysator kan werken voor de omzetting van persulfaat naar sulfaat.